# Ankersteek
Een ankersteek of werpankersteek is een knoop waarmee een lijn aan een oog bevestigd kan worden. De ankersteek is een steek die niet eenvoudig los te maken is, en wordt met name gebruikt voor verbindingen die definitief zijn. 
De ankersteek bestaat uit een wikkeling door het oog, waarna de lijn met twee halve steken op zichzelf teruggezet wordt. De eerste halve steek wordt hierbij nog door de wikkeling gehaald.
Over het algemeen zal men het uiteinde van de lijn aan het andere einde van de lijn vastzetten middels een betakeling om te voorkomen dat het eind los kan schieten.